# New Pacific Airlines
New Pacific Airlines, precedentemente nota come Northern Pacific Airways Inc., è una compagnia aerea con sede ad Anchorage, in Alaska. Le operazioni ono iniziate il 14 luglio 2023 con il volo inaugurale dall'aeroporto di Ontario, California, all'aeroporto di Las Vegas-Harry Reid, Nevada.

## Storia
La società ha origini lontane dall'attuale area operativa. Fu infatti costituita come Corvus Airlines Inc. il 27 giugno 2014 ad Anchorage (Alaska) compattando le attività precedentemente svolte da ERA Helicopters con velivoli ad ala fissa. Tutti voli, esclusivamente di linea ed effettuati con Beechcraft 1900, DHC 8 e Shorts 330, erano anche inseriti all'interno del marchio "Ravn Alaska", un'allenza di vettori regionali alaskini. Ci fu una breve interruzione tra l'aprile e il novembre 2020. Poi la dirigenza si orientò verso altre aree geografiche e con altre mete: lo confermarono un passaggio di proprietà nel mese di luglio e il cambio di ragione sociale in Northern Pacific Airways Inc. nella seconda metà del 2021.
I progetti della nuova azienda vennero allo scoperto: furono annunciati voli transpacifici tra il Nord America e l'Asia, con scalo intermedio nell'aeroporto Ted Stevens di Anchorage. Il modello commerciale della compagnia veniva paragonato a quello di Icelandair, consentendo ai passeggeri di prendere rapidamente la coincidenza per il volo successivo o di effettuare uno scalo di più giorni ad Anchorage per consentire ai passeggeri di visitare l'Alaska. Ma l'ambizioso programma trovava subito ostacoli: nell'ottobre 2022 BNSF Railway intentava una causa per violazione del marchio (utilizzo del nome "Northern Pacific", che era anche quello di Northern Pacific Railroad) nell'imminenza dell'avvio delle attività, annunciato per il 15 dicembre 2022.
Nondimeno, dopo essersi dotata di alcuni Boeing 757, il 9 luglio 2023 ricevette l'autorizzazione della FAA per l'inizio dei voli di linea e questi debuttarono il 14 luglio 2023 ma furono interrotti l'8 settembre. Il 28 agosto la compagnia aerea ricevette un'ingiunzione preliminare relativa al caso di violazione del marchio da parte di BNSF Railway, che ordinava di cessare ipso facto l'uso del nome "Northern Pacific". Pur avendo l'opportunità di appellarsi, la compagnia decise di non farlo e, dopo aver invitato i dipendenti a fornire suggerimenti per un nuovo nome, optò per New Pacific Airlines a partire da subito. Il nuovo nome fu scelto per evitare di modificare i marchi esistenti, come il logo "N" che era stato apposto su ogni sedile a bordo degli aerei e il sito web della compagnia. Pur avendo iniziato a utilizzare quasi subito il nuovo nome, la società non aveva ancora l'approvazione normativa per il cambiamento.
Tutta questa vertenza non giovò né all'immagine della società né alla sua vita interna. I voli di linea furono così interrotti il 5 aprile 2024. e da quel momento New Pacific ha affitato la propria sopravvivenza alle sole attività charter.

## Destinazioni
L'autonomia dei Boeing 757 consente di raggiungere senza scalo dall'aeroporto di Anchorage destinazioni quali Tokyo, Osaka, Seul, Los Angeles, Las Vegas, San Francisco, New York City e Orlando.

## Flotta
A gennaio 2024 la flotta di Northern Pacific Airways era così composta: